# Ratpenat cuallarg de Miller
El ratpenat cuallarg de Miller (Mops jobensis) és una espècie de ratpenat de la família dels molòssids, que es troba a Indonèsia, Nova Guinea i el nord d'Austràlia.

## Subespècies
- M. j. colonicus
- M. j. jobensis